# Cyberzone
Cyberzone è una rivista di cultura, filosofia, semiotica, arte e musica fondata a Palermo nel 1997.

## Storia della rivista
Cyberzone è nata nel 1997 a Palermo inizialmente nel circuito della cultura antagonista, inserendosi nel dibattito allora molto acceso sulle tecnologie digitali, sui movimenti hacker, sull'hacktivism, sulla letteratura cyberpunk e sui fenomeni sociali e controculturali di quegli anni.
Successivamente si è aperta a riflessioni filosofiche, sociologiche e antropologiche
Autori che hanno collaborato con la rivisita sono Franco Berardi, Jean Baudrillard, Felix Guattari, Michel Maffesoli, Marc Augé, Paul Virilio, Abbas Kiarostami, Antonio Caronia, Ryoji Ikeda, Paolo Fabbri, Umberto Eco, Antonio Caronia, Steven Shaviro, Eric White, Tommaso Ottonieri, Pablo Echaurren, Philip Dick, Jack Hirschman, Manlio Sgalambro, Istvan Horkay, Derrick de Kerckhove, Alejandro Jodorowski, Giorgio Barberio Corsetti, Teresa Macrì, Arjun Appadurai, Alex Grey, Godfrey Reggio, Trevor Brown, Winston Smith, Alessandro Bavari, Bad Trip e altri.
La redazione è composta da Emanuele Pistola, Marcello Faletra, Enzo Macaluso, Alessandro Pistola e Rosa Persico.